# Universitätsbibliothek Tartu

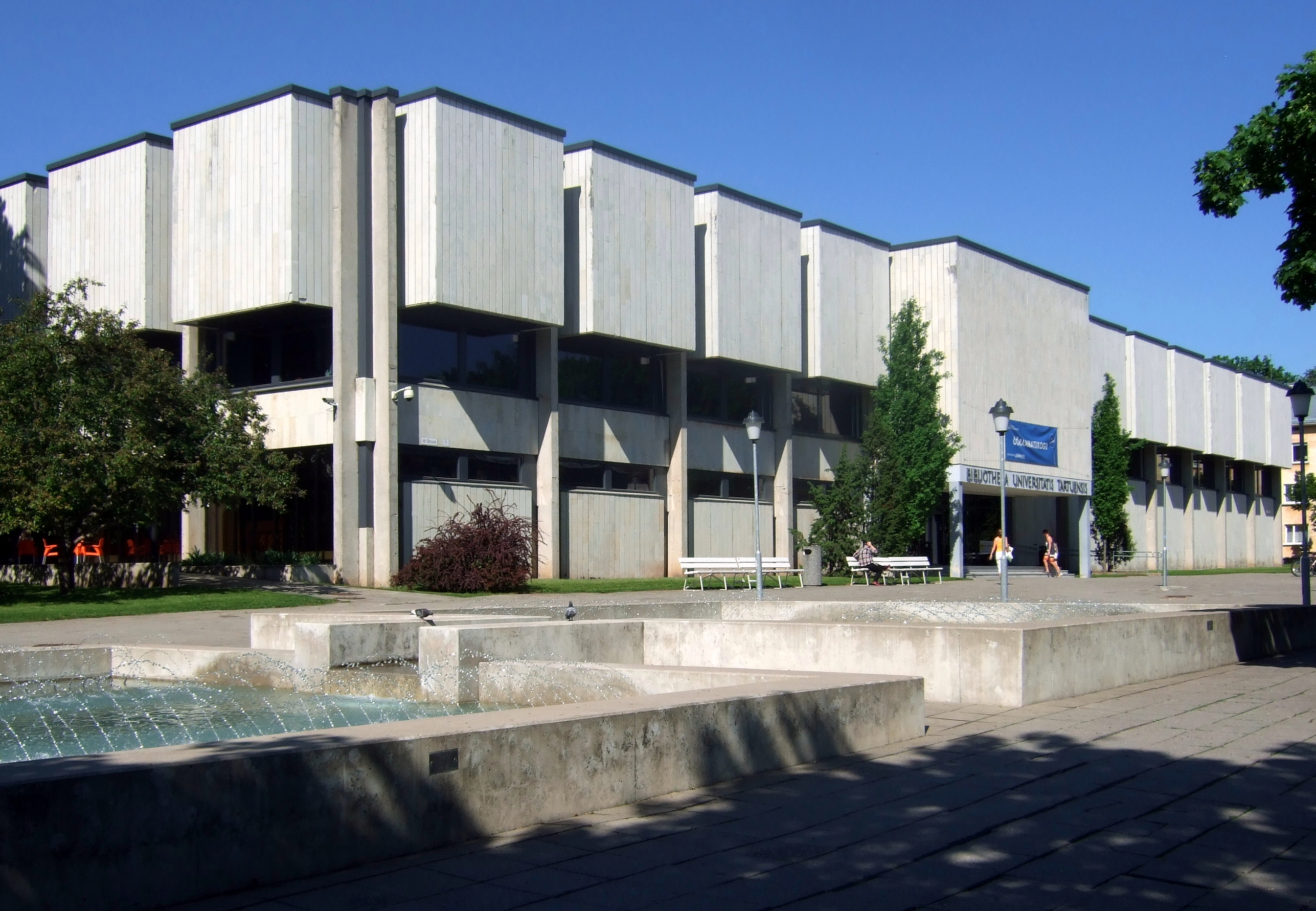
Universitätsbibliothek Tartu, Hauptgebäude (2014)

Die Universitätsbibliothek Tartu (estnisch Tartu Ülikooli Raamatukogu) ist die Zentralbibliothek der Universität Tartu in Estland. Mit rund 3,7 Millionen Medien ist sie die größte Bibliothek des Landes.

## Geschichte
Von 1632 bis 1710 war die Universitätsbibliothek Dorpat Bestandteil der schwedischen Universität Academia Gustaviana. Nach deren Schließung wurden mehrere tausend Bände der Universitätsbibliothek nach Schweden gebracht und in die Königliche Bibliothek zu Stockholm integriert. Den Grundstock für die heutige, 1802 im Zuge der Gründung der Kaiserlichen Universität Dorpat gegründete Universitätsbibliothek lieferten verschiedene baltische Privatbibliotheken.

## Sammlungen und Bestände
Im Bestand befinden sich einige wertvolle mittelalterliche und frühneuzeitliche Manuskripte und Drucke. Der Gesamtbestand der Bibliothek setzt sich aus zu je rund einem Drittel russischer und deutscher Literatur zusammen.